# Байррадаш
Байррадаш (порт. Bairradas)  —  район (фрегезия) в Португалии,  входит в округ Лейрия. Является составной частью муниципалитета  Фигейро-душ-Виньюш. По старому административному делению входил в провинцию Бейра-Литорал. Входит в экономико-статистический  субрегион Пиньял-Интериор-Норте, который входит в Центральный регион. Население составляет 610 человек на 2001 год. Занимает площадь 11,77 км².
Покровителем района считается Антоний Падуанский (порт. Santo António de Lisboa). 